# Steve Mosby
Steve Mosby (ur. 1 stycznia 1976 w Horsforth) – brytyjski pisarz, autor powieści kryminalnych.
Debiutował w 2003 powieścią The Third Person. Kolejne jego powieści to: The Cutting Crew (2005) i Gra diabła (2007) oraz Cry For Help (2008) i Still Bleeding (2009). Potwierdziły one jego pozycję, jako twórcę kryminałów nurtu noir. Następnymi powieściami były: Black Flowers (2011), Dark Room (Ciemnia, 2012), The Nightmare Place (2014), I Know Who Did It (2015) i You Can Run (2017). Gra diabła osiągnęła w Europie status bestsellera – sprzedano ją w ponad 100.000 egzemplarzy. Mosby jest autorem bloga The left room.